# Causse-et-Diège
 Causse-et-Diège  là một xã ở tỉnh Aveyron, thuộc vùng Occitanie ở miền nam nước Pháp.